# Juan Pablo Carrizo
Juan Pablo Carrizo (Empalme Villa Constitución, 6 de mayo de 1984) es un exfutbolista argentino que jugaba en la posición de arquero.

## Trayectoria
Inicios
Jugó sus inferiores en Sociedad Italiana, tras dejar la liga dicho club paso al Club Academia Ernesto Duchini. Viajó a varios partidos del sub-15 y sub-17 argentino como jugador de Duchini tras ser recomendado por el Pato Fillol.

### River Plate
Carrizo salió de las categorías inferiores de River Plate y en el Torneo Clausura 2002 fue suplente de Ángel Comizzo con 18 años. Recién en el año 2006, Daniel Passarella decidió que se quede en el arco por Germán Lux. Debutó en el arco Millonario en el repechaje de la Copa Libertadores. Fue 6-0 a Oriente Petrolero en el Monumental. Por torneos locales debutó unos días después en la primera fecha contra Tiro Federal en Rosario, fue 5-0 a favor de River. El 6 de abril de 2007, en un superclásico ante Boca Juniors en La Bombonera se lució considerablemente, siendo responsable de que su equipo no perdiera por goleada ante el clásico rival, atajando disparos de todo tipo de Martín Palermo y Juan Román Riquelme, y tapando un mano a mano a Rodrigo Palacio. El partido concluyó 1 a 1 con gol de Pablo Ledesma para los locales, y Mauro Rosales anotó para los visitantes. "El Glorioso JP" fue el título de la tapa del Diario Olé donde fue calificado con un 9.
Fue comprado por la SS Lazio de Italia mediante un contrato de 10 millones de dólares gracias a su representante; Jesuly Barciela, por 5 temporadas, "Ya cumplí una etapa, mi prioridad ahora es seguir creciendo, conocer otra cultura, otro fútbol", pero debido a problemas con el pasaporte comunitario (ya que él mismo se demoró y el conjunto romano contaba con su cupo de extranjeros al máximo), fue cedido a River Plate por un año durante el último semestre de 2007 y el primer semestre de 2008, para que no perdiese la continuidad."Yo elegí volver", manifestó Carrizo al regresar. Aunque no es menos cierto que su regreso se debió a que la Lazio no quiso cederlo a otro equipo del Calcio.
De esa manera, debió jugar un año más en Argentina. En las primeras 10 fechas de la Primera división argentina solo recibió 2 goles. En ese mismo torneo, llegó a un récord personal de 598 minutos imbatido.
Salió campeón del Torneo Clausura 2008 con River Plate, adjudicándose la portería menos vencida del torneo, con 11 goles en 19 partidos. Sin dudas fue la cerradura del arco del equipo de Diego Simeone, y la garantía de varios triunfos que encadenó el millonario ese año, pese a una defensa muy cuestionada, con jugadores fuertemente criticados por la hinchada, como Gustavo Cabral y Nicolás Sánchez.

### S.S. Lazio
Carrizo iba a pasar a Lazio en el verano (julio-agosto) de fichajes de 2007, pero el acuerdo fracasó por complicaciones sobre la elegibilidad de Carrizo de la ciudadanía europea. Finalmente, registrado con el Professionisti Lega Nazionale, el 6 de junio de 2008. 

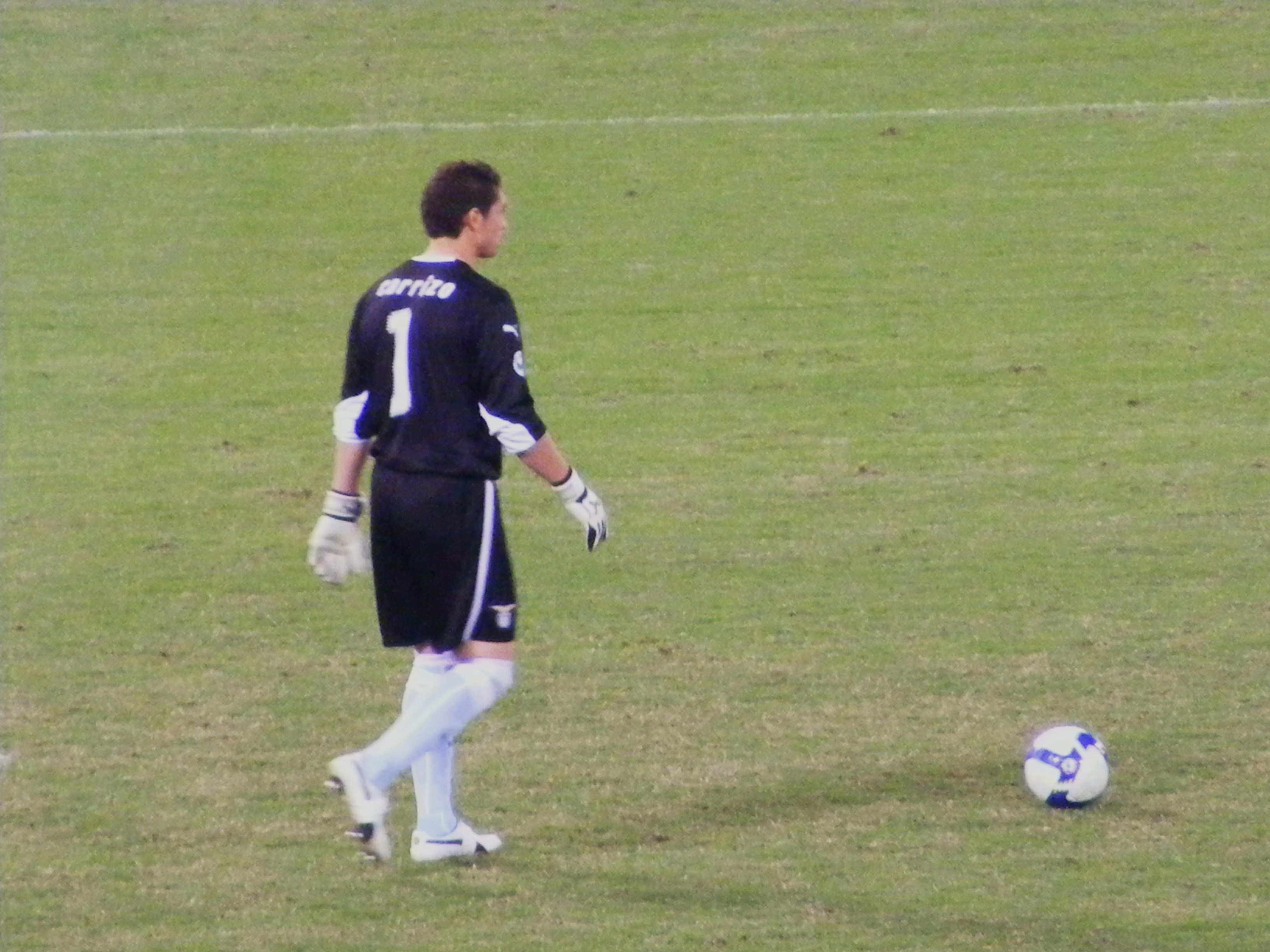
Carrizo con la camiseta de Lazio

El 8 de julio de 2008, Carrizo llegó a Roma y fue presentado oficialmente a los medios de comunicación y aficionados como un jugador de Lazio por primera vez, indicando su ambición de ganar el "Derby della Capitale" contra el A.S. Roma.
El 2008 parecía ser el año perfecto para Carrizo, siendo titular en la Selección Argentina y comenzando la temporada como titular en el SS Lazio. Pero después de la derrota en la Serie A contra Cagliari por 4-1 perdió la titularidad del arco en manos del uruguayo Fernando Muslera (ex golero de la Selección de fútbol de Uruguay), y debió marcharse a otro equipo, principalmente, por su pésima relación con el entrenador.

### Real Zaragoza
En la temporada 2009/10 fue cedido al Real Zaragoza, Club de España, con una opción de compra de 12 millones de dólares.  Llegó a disputar 16 partidos de Liga BBVA, pero perdió el puesto de titular a manos de Roberto luego de caer derrotado contra el F.C. Barcelona por 4 a 0. Encajó 29 goles en 16 partidos, con 97 paradas, un rendimiento mejorado por su sustituto, Roberto (28 goles en 18 partidos, pero con 135 paradas realizadas). Allí tampoco logró demostrar todo el potencial que demostró con River Plate, y la prueba de ello estuvo en que el Real Zaragoza no hizo efectiva la opción de compra.

### Regreso a River Plate
En 2010 la SS Lazio cede a préstamo al River Plate  por un año, quien prepara su tercer regreso al club. El acuerdo entre las dos instituciones es por el préstamo de un año con el pago por parte de River Plate de la suma que Lazio le debe al arquero y que es de unos 300.000 dólares. Asimismo, fue fijado en 6 millones de dólares el precio por la eventual compra del pase del jugador. Así se convirtió en uno de los futbolistas mejores pagos en River, incluso por encima de Ariel Ortega y Diego Buonanotte, dos de los jugadores más queridos por los hinchas de River.
Las declaraciones de Carrizo ante la vuelta al Club fueron estas: "En lo económico, sé que River estaría haciendo un esfuerzo por mí. No sé si Lazio hará un préstamo ni por cuánto se habló entre los clubes. Hay intenciones de las dos partes, tanto de Lazio como de River. Si se da, yo estaría orgulloso por volver, porque siento la camiseta de River".
"Es mi casa y sería volver a mis comienzos. Veré si la semana que viene puedo juntarme con Daniel Passarella para arreglar varias cosas. Desde ya, mi intención es volver porque River está en un momento difícil y es hora de darle una mano después de todo lo que me dio".
El arquero jugó su primer partido en lo que es su regreso al club luego de dos años contra Tigre, y tuvo una actuación espléndida en el partido que gana River 1-0 con gol de Rogelio Funes Mori. Mantuvo un nivel superlativo, con atajadas memorables, como en el partido contra independiente donde le tapó una bocha increíble a Andrés Silvera, en el último minuto que hubiese significado el empate. Contra Arsenal de Sarandí en el Monumental también se destacó con una atajada espectacular ante Luciano Leguizamón. Gracias a Carrizo, River se quedó con los tres puntos. Y ante Olimpo de Bahía Blanca  el arquero los salvó del empate con una espléndida tapada contra el delantero paraguayo Nestor Bareiro a los 47 minutos del segundo tiempo. La sensación de angustia había invadido las tribunas locales del Monumental, pero el arquero tapó la pelota e inmediatamente se ganó el reconocimiento de los fanáticos, como nunca antes lo había sentido en River. Lo bautizaron como "San Carrizo" luego de ese partido. Tanto es así que gran parte de los simpatizantes de River lo eligieron como el refuerzo de mejor rendimiento en el Torneo Apertura 2010. Pese a que el equipo tuvo momentos en la que la defensa hizo agua en un tramo del campeonato, Juan Pablo Carrizo terminó con 18 goles en contra, siendo la cuarta valla menos vencida (detrás de Estudiantes (LP), Vélez Sarsfield y Newell's Old Boys).
El 25 de enero de 2011 haciendo la Pretemporada, en la villa deportiva del club Kimberley de Mar del Plata,  en la práctica, el arquero sufrió una distensión ligamentaria en el tobillo izquierdo tras salir a cortar un centro. "Lo vamos a operar para darle mayor estabilidad y no tenga problemas en el futuro", informó el doctor Seveso. Carrizo será traslado a Buenos Aires a la brevedad y operado en las próximas 48, 72 horas. Carrizo fue operado con éxito y su recuperación tardó aproximadamente 2 meses.
El retorno de Juan Pablo Carrizo al arco luego de 53 días se hizo efectivo en el sábado 19 de marzo de 2011 ante Arsenal, en la fecha 6.ª del Torneo Clausura, reemplazando a Leandro Chichizola. El encuentro concluyó 1-1 y tuvo un buen desempeño, tapó un mano a mano de Mauro Óbolo. Tiene 2 goles en su haber hasta la fecha. Pero su rendimiento luego del gran partido frente a Racing en Avellaneda (victoria 1 a 0) fue bajando considerablemente: en el partido ante All Boys, Carrizo sube al área a cabecear un córner a falta de dos minutos del final, comete un grave error dejando el arco solo y le convierten el segundo gol al final del partido con el resultado final de 0-2. En el partido ante Boca Juniors, Carrizo se mete un gol en su propio arco, es decir, gol en contra en la derrota 2-0. Y ante San Lorenzo no logra retener un remate de media distancia y le convierten el gol del empate, el partido terminaría 1-1.
Luego de algunas buenas actuaciones, como contra Olimpo de Bahía Blanca, el 26 de junio de 2011 disputa su último partido en River Plate finalizando su préstamo, en el partido correspondiente a la vuelta de la Promoción ante Belgrano de Córdoba, donde después de perder la serie 1-3 (derrota en la ida 2-0 y empate 1-1 en la vuelta). Juan Pablo descendió de categoría junto con el equipo que lo vio nacer como jugador profesional y prueba de ello fueron las lágrimas visibles en su rostro en aquella fatídica tarde.

### S.S. Lazio
Tras finalizar el préstamo con River, volvió a la Lazio, donde no tuvo oportunidades en el equipo titular y apenas jugó 2 partidos ingresando desde el banco de suplentes.

### Calcio Catania
Así, en 2012 (después de que se hablara de una posible vuelta a River), Juan Pablo cambia de club, se va al Calcio Catania, a préstamo, en reemplazo de Mariano Andújar (quien volvió a Estudiantes de La Plata a raíz de problemas personales con los dirigentes del club). Debutó el 22 de febrero ante el Siena en la victoria de su equipo por 1 a 0 en condición de visitante. Se destacó con tres grandes intervenciones en aquel partido. Su club no conoció la derrota en sus primeros 8 partidos con J.P. Carrizo en el arco con lo cual se convirtió en uno de los máximos referentes del equipo por tener grandes actuaciones en partidos contra el Inter (tapó un mano a mano a Giampaolo Pazzini en el minuto 85 que hubiera significado el empate) y siendo figura contra el Milan tapando un mano a mano a Zlatan Ibrahimović y atajando una pelota impresionante en el minuto 75 tras un cabezazo de Philippe Mexès. El 11 de abril de 2012, Carrizo aplaudió irónicamente al árbitro tras haber recibido una amarilla, por lo que éste lo expulsó en el partido disputado contra el Lecce. Esta tarjeta roja lo dejaría afuera de las canchas por 2 fechas (inconducta). Después de cumplir la suspensión "JP" volvió a adueñarse del arco del equipo siciliano. En el partido contra la Roma, Carrizo vuelve a tener una gran actuación atajándole un penal a Francesco Totti y luego tapando pelotas importantes de su compatriota Fernando Gago y a su también compatriota y excompañero en River Plate, Erik Lamela. Su último partido lo disputó frente al Udinese, donde el Catania cayó derrotado por 2 a 0, con goles de Antonio Di Natale y Diego Fabbrini. El Calcio Catania finalizó el torneo en la undécima posición, sin la chance de poder entrar a la UEFA Europa League.

### S.S. Lazio
Tras finalizar la temporada 2011 - 2012, el club Siciliano no renovó el préstamo de Carrizo, volviendo de esta manera al S.S. Lazio. En el período de traspasos fracasó el intercambio entre Andreas Granqvist y Juan Pablo Carrizo entre Lazio y Genoa. No fue tenido en cuenta por el director técnico Vladimir Petković. Por encima de él se encontraban los arqueros Federico Marchetti y Albano Bizarri, lo que lo convirtieron en el tercer arquero del equipo. Tiene contrato con el club romano hasta junio de 2013.
Siete meses después de su último partido con Catania Carrizo fue titular contra Siena en la Copa Italia, y fue figura atajando 2 disparos en la tanda de penales, con un resultado global de 4-1, luego de finalizar en los 90 minutos empatados 1 a 1. Con este resultado SS Lazio pasó a cuartos de final.

### Inter de Milán
El 31 de enero de 2013 se oficializa como nuevo portero del Inter de Milán, a cambio de 335.000 dólares por el préstamo de 6 meses. Su contrato con S.S. Lazio vencería en junio de 2013, de esta forma podría negociar como agente libre al finalizar el préstamo con el Inter de Milán. El 10 de marzo de 2013 hace su debut oficial con la camiseta del Inter de Milán en la derrota por 1 a 0 frente al Bologna, en condición de local, con gol de Alberto Gilardino. El 7 de agosto de 2013, en plena pretemporada con el club, juega en el partido ante la Juventus en el MetLife Stadium, donde luego de finalizar 1 a 1 en los 90 minutos, Juan Pablo se luce en la tanda de penales, atajando dos remates, uno de Giovinco y otro de Isla, dándole la victoria al "nerazzurri" por 9-8. En aquella temporada alternaría titularidad y suplencia con el otro arquero, Samir Handanovič, atajando uno por el Calcio, y el otro por la Copa Italia. Justo un año después, por la International Champions Cup, Carrizo vuelve a ser figura, esta vez frente al Real Madrid, donde tras empatar 1 a 1 al cumplirse los 90 minutos reglamentarios, fueron a tanda de panales. Allí, Juan Pablo sacó a relucir toda su habilidad y atajó dos remates para darle la victoria al conjunto italiano por 4-2. Posteriormente, tendría acción por la misma copa frente al Manchester United y ante la Roma. Para la temporada 2014/15, sería confirmado como titular para la Liga Europea de la UEFA, donde mantendría el invicto en su arco en cinco de sus seis partidos disputados en la fase de grupos. En junio de 2015 el club interista anunció la renovación de su contrato hasta mediados de 2017.

## Selección nacional
Debutó con la Selección de fútbol de Argentina el 18 de abril de 2007 frente a Chile en el estadio Malvinas Argentinas de Mendoza, donde empataron 0 a 0.
Fue convocado por Alfio Basile para la Copa América 2007 que se realizó en Venezuela.
El 20 de agosto de 2008 jugó por segunda vez en la selección argentina de fútbol contra Bielorrusia, partido que terminó 0 a 0. El Día 11 De febrero de 2009 fue titular frente a Francia Donde Carrizo fue el muro que le permitió ganar a Argentina 2 a 0.
"Yo le digo a todos que mi arquero es Juan Pablo Carrizo.", dijo Maradona (DT de la selección) en junio de 2009, pese a la dura caída 1-6 ante Bolivia, en La Paz, donde Juan Pablo atajó 14 remates del rival, pero no logró detener los 6 disparos que se transformaron en gol, gracias también al pobre rendimiento de la defensa argentina. Sin embargo su titularidad fue reemplazada en el partido siguiente ante Colombia por Mariano Andújar.
Hoy en día, no es el arquero titular del equipo argentino, y lejos quedaron las declaraciones del técnico, Carrizo asumió su ausencia: "Tengo muy asimilado mi ausencia en el Mundial. Soy profesional y sé que el fútbol pasa por momentos. Lo fui asimilando en mi cabeza cuando perdí continuidad en Lazio y me quitó herramientas para estar en la Selección, más teniendo en cuenta con los excelentes arqueros que tiene Argentina. Es obvio que en mi situación, ningún técnico me podía convocar".
En abril del 2011, después de casi 2 años y frente a Ecuador, fue nuevamente convocado por Sergio Batista, a la selección, integrada exclusivamente por jugadores que militan en el fútbol local. El 25 de mayo fue convocado por Sergio Batista para jugar frente a Paraguay, en Chaco. El partido terminó 4-2 y Argentina ganó la Copa Chaco.
Fue convocado por Sergio Batista para la Copa América 2011, siendo el portero suplente.
En marzo de 2019 Carrizo declaró: "Después del descenso del club River Plate, quise quedarme a pelearla pero no pude por el contrato con la Lazio. Me vi obligado a dejar la imagen de que me importó un carajo todo, y no fue así. Me tuve que ir después del quilombo, en momentos que no eran buenos". El arquero también declaró que, viendo a la distancia, no se encontraba preparado para la situación que vivió al debutar en River y en la Selección, y que no había llegado a disfrutarlo como debía.

### Participaciones en Copa América
| Copa América      | Sede      | Resultado        | Partidos |
| ----------------- | --------- | ---------------- | -------- |
| Copa América 2007 | Venezuela | Subcampeón       | 0        |
| Copa América 2011 | Argentina | Cuartos de final | 0        |

### Participaciones en Eliminatorias Sudamericanas
| Eliminatoria                    | Sede                  | Resultado     | Partidos |
| ------------------------------- | --------------------- | ------------- | -------- |
| Eliminatorias Copa Mundial 2010 | Buenos Aires Asunción | Cuarto puesto | 6        |

### Selección Argentina
| Club                | Período   | País      | Partidos |
| ------------------- | --------- | --------- | -------- |
| Selección Argentina | 2007-2011 | Argentina | 12       |

## Clubes
| Club                   | País      | Año       | Partidos |
| ---------------------- | --------- | --------- | -------- |
| River Plate            | Argentina | 2006-2008 | 108      |
| Lazio                  | Italia    | 2008-2009 | 23       |
| Real Zaragoza (cedido) | España    | 2009-2010 | 17       |
| River Plate (cedido)   | Argentina | 2010-2011 | 35       |
| Lazio                  | Italia    | 2011      | 2        |
| Catania (cedido)       | Italia    | 2012      | 14       |
| Lazio                  | Italia    | 2012      | 1        |
| Inter de Milán         | Italia    | 2013-2017 | 20       |
| Monterrey              | México    | 2017-2018 | 26       |
| Cerro Porteño          | Paraguay  | 2019      | 41       |

## Su apodo
La explicación de por qué se lo apodó 'Amadeus' en Argentina narrada por él:"Fue un juego de un periodista. Ganábamos 1-0 contra Lanús, íbamos segundos en la clasificación y nos lanzaban un penal en el minuto ochenta y pico. Si nos lo metían y empatábamos el partido, nos quedábamos fuera de la pelea por el campeonato. Yo tapo ese penal, ganamos el partido e influyo en que a la fecha siguiente podamos ganar el campeonato. Entonces, por Amadeo Carrizo, un gran arquero del fútbol argentino, y por la ayuda divina de ese momento, me puso Amadeus."

## Palmarés

### Campeonatos nacionales
| Título           | Equipo      | País      | Año    |
| ---------------- | ----------- | --------- | ------ |
| Primera División | River Plate | Argentina | 2008-C |
| Copa Italia      | SS Lazio    | Italia    | 2009   |
| Copa MX          | Monterrey   | México    | 2017   |